# Pitcairnia paniculata
Pitcairnia paniculata là một loài thực vật có hoa trong họ Bromeliaceae. Loài này được (Ruiz & Pav.) Ruiz & Pav. miêu tả khoa học đầu tiên năm 1802.